# أقزوج (سلطانية)
أقزوج (بالفارسية: اقزوج) هي قرية تقع في إيران في قسم سلطانیة الریفي. يقدر عدد سكانها بـ 81 نسمة بحسب إحصاء 2016.